# Веркман, Хендрик Николаас
Хендрик Николаас Веркман (нидерл. Hendrik Nicolaas Werkman) (29 апреля 1882 года ― 10 апреля 1945) ― голландский художник-экспериментатор и типограф. В период нацистской оккупации (1940-45) организовал подпольную типографию и был расстрелян гестапо в конце войны.

## Жизнь и творчество

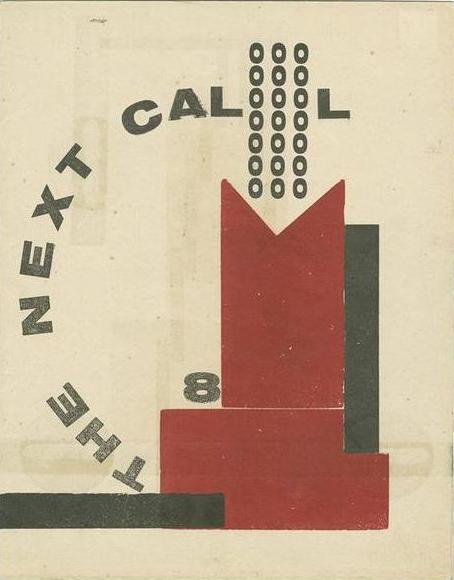
Журнал Веркмана «The Next Call» («Следующий звонок»), обложку к которому он нарисовал в 1926 году.

Веркман родился в деревне Леенс, которая находится в провинции Гронинген. Его отцом был хирург-ветеринар, который умер, когда Веркман был ещё в подростковом возрасте. После этого его мать переехала с семьёй в Гронинген. В 1908 году Веркман основал там типографию и издательство, где в самые лучшие времена работало около 20 сотрудников. Финансовые неудачи заставили его закрыть свои предприятия в 1923 году, после чего он начал своё дело заново, открыв небольшую мастерскую на чердаке склада.
Веркман был членом объединения художников под названием «De Ploeg» («Плуг»), для которого он печатал афиши, пригласительные билеты и каталоги. С 1923 по 1926 год, он издавал свой собственный авангардный журнал с английским названием «The Next Call» («Следующий звонок»), который, как и другие издания того периода, содержал различные эксперименты со шрифтами, печатными блоками и прочими печатными материалами, которые оформлялись в виде коллажей. Он распространял свой журнал, меняя его выпуски на работы других авангардных художников и дизайнеров за рубежом, таким образом оставаясь в курсе относительно прогрессивных тенденций в европейском искусстве. Веркман поддерживал контакты с Тео Ван Дусбургом, Куртом Швиттерсом, Лазарем Лисицким и Мишелем Сёфором, последний из которых представил его работы на выставке в Париже.

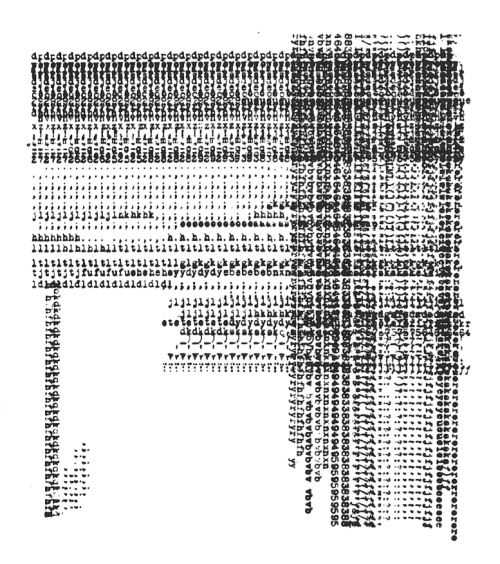
«typestract» («абстрактная печать») Х. Н. Веркмана, 1923—1929

Все эти связи были жизненно важны для Веркмана, поскольку тот занимался развитием своего бизнеса и не мог оставить Гронинген. В 1929 году он наконец смог побывать в Кёльне и Париже, после чего разработал новый способ печати посредством нанесения роликом чернил непосредственно на бумагу, после чего начинается процесс штемпелевания. Таким образом можно было достичь уникальных печатных эффектов на простом ручном прессе. Самые сложные эффекты таким образом можно было достичь лишь посредством длительной обработки, которая могла занять целый день. Ещё одной из его экспериментальных методик была кропотливое создание абстрактных проектов с использованием пишущей машинки, которые он назвал «tiksels». После 1929 года он также начал писать звучные стихи («sound poems»).
В мае 1940 года, вскоре после немецкого вторжения в Нидерланды, Веркман организует подпольное издательство, De Blauwe Schuit («Синяя баржа»), где было выпущено до сорока публикаций, и все из них были оформлены и проиллюстрировал Веркманом. В журнале, помимо прочего, печатались хасидские сюжеты из легенды о Бааль Шем Тове. 13 марта 1945 года сотрудники гестапо арестовали Веркмана. Он был расстрелян вместе с девятью другими заключенными в лесу возле деревни Баккевеен 10 апреля, за три дня до освобождения Гронингена. Многие из его картин и гравюр, которые были конфискованы гестапо, были потеряны в результате пожара, который вспыхнул во время городских боёв.

## Наследие
Веркман был похоронен на кладбище деревни Баккевеен. Сейчас там стоит памятник в честь тех десяти человек, расстрелянных в тот день. Ещё один памятник Веркману стоит в деревне, где он родился, в Леенсе. В 1992 году голландский режиссёр Геррард Ферхаге снял часовой театрализованный документальный фильм о последних днях Веркмана под названием «Ik ga naar Tahiti» («Я собираюсь на Таити»).

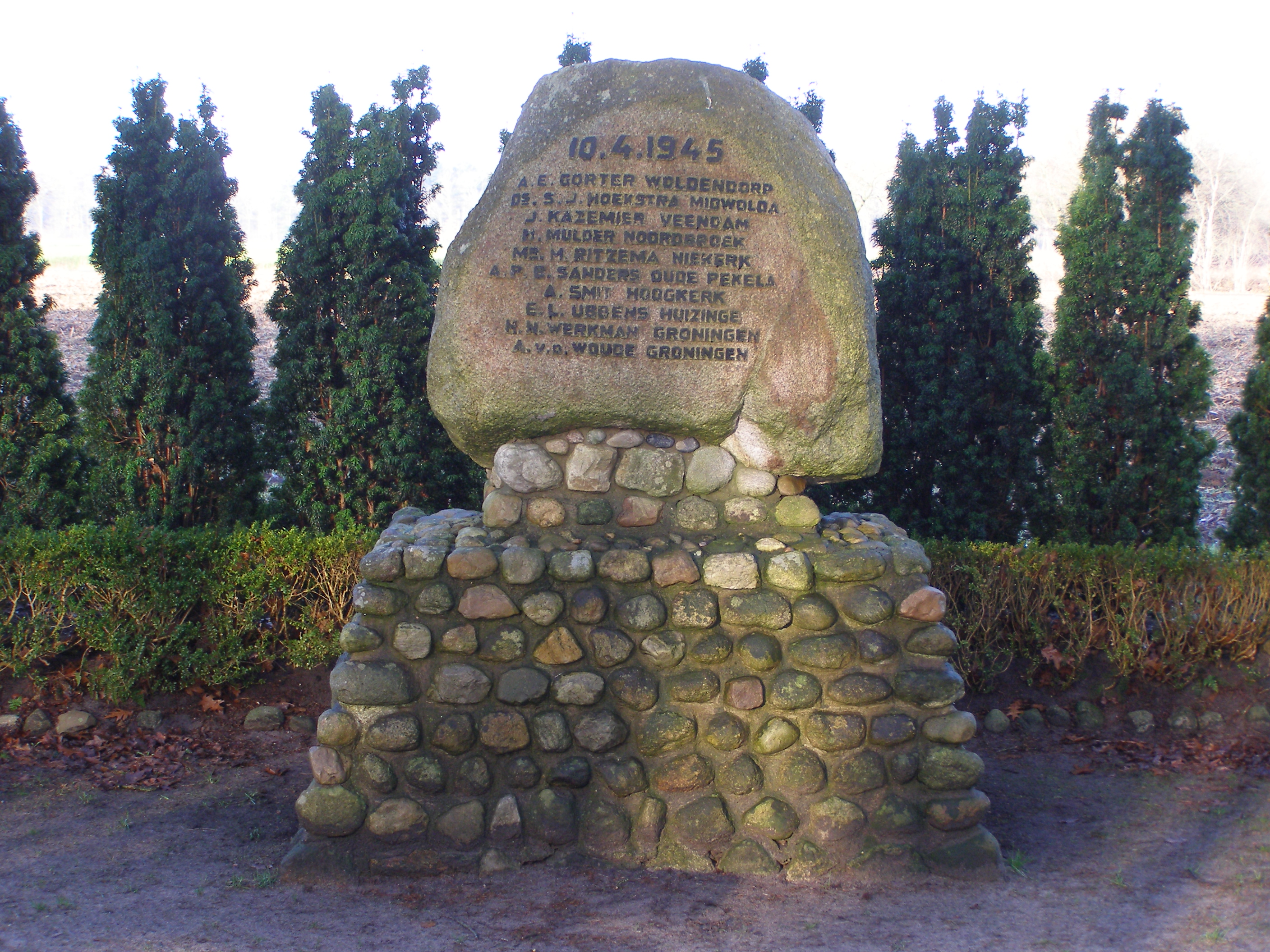
Памятник в Баккевеене

Незадолго до начала Второй мировой войны директор музея Виллем Сандберг, который был по профессии типографом, встретился с Веркманом и устроил для него небольшую персональную выставку в Амстердаме в 1939 году. Сразу после войны Сандберг устроил ещё одну выставку в Городском музее, где была собрана обширная коллекция работ Веркмана. Сандберг в одной из своих работ писал о Веркмане так: «человек, всем своим образом жизни выражавший стремление к свободе, которое нашло отражением и в его трудах, который стал художником в тот момент, когда он был сломлен финансовыми трудностями, покинутый всеми, имевший репутацию ненормального — в тот момент он создал свой собственный мир, теплый, яркий и полный жизни.» Позже Веркману была посвящена монография американского искусствоведа Альстона Парвиса, где он писал следующее: «после смерти Веркмана осознание его значимости для современного графического дизайна неуклонно возрастает, и его работы со временем ничего не потеряли в своей насыщенности, духе и оптимизме.»
В 1983 бывшее складское помещение, где работал Веркман, было переоборудовано в печатную мастерскую, а здание было названо в честь него самого. В галерее графики городского музее есть зал, где стоит типографское оборудование, на котором работал Веркман. В 1999 году была создана организация H.N. Werkman Foundation для популяризация творчества Веркмана. Большая коллекция гравюр, рисунков, картин и писем художника была передана в Гронингенский музей.

Одна из крупных муниципальных общеобразовательных школ города получила название колледж Х. Н. Веркмана. Колледж сохраняет его наследие, организуются художественные классы и прочие мероприятия, посвящённые памяти художника.

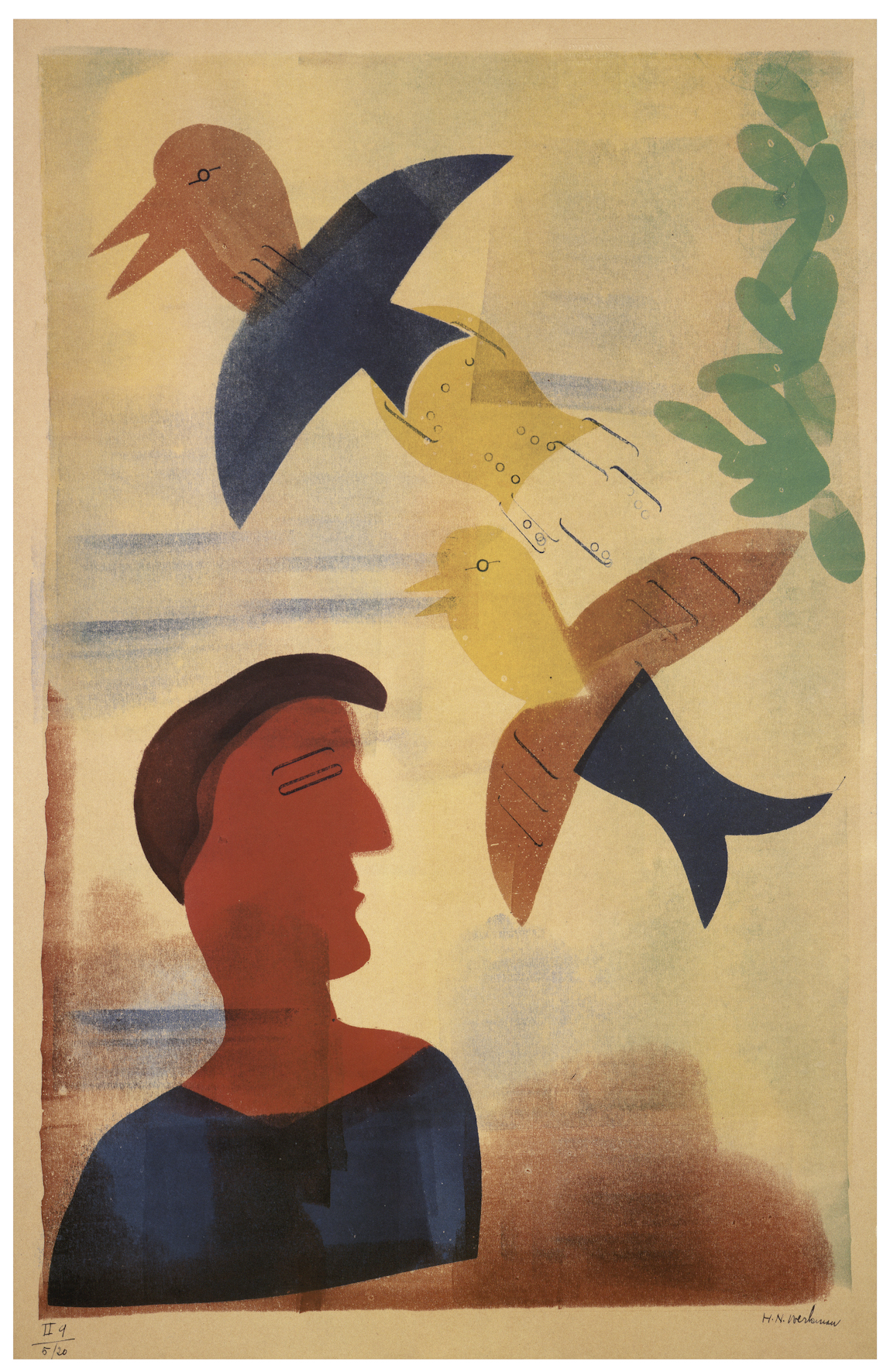
Chassidisiche legenden (1942)
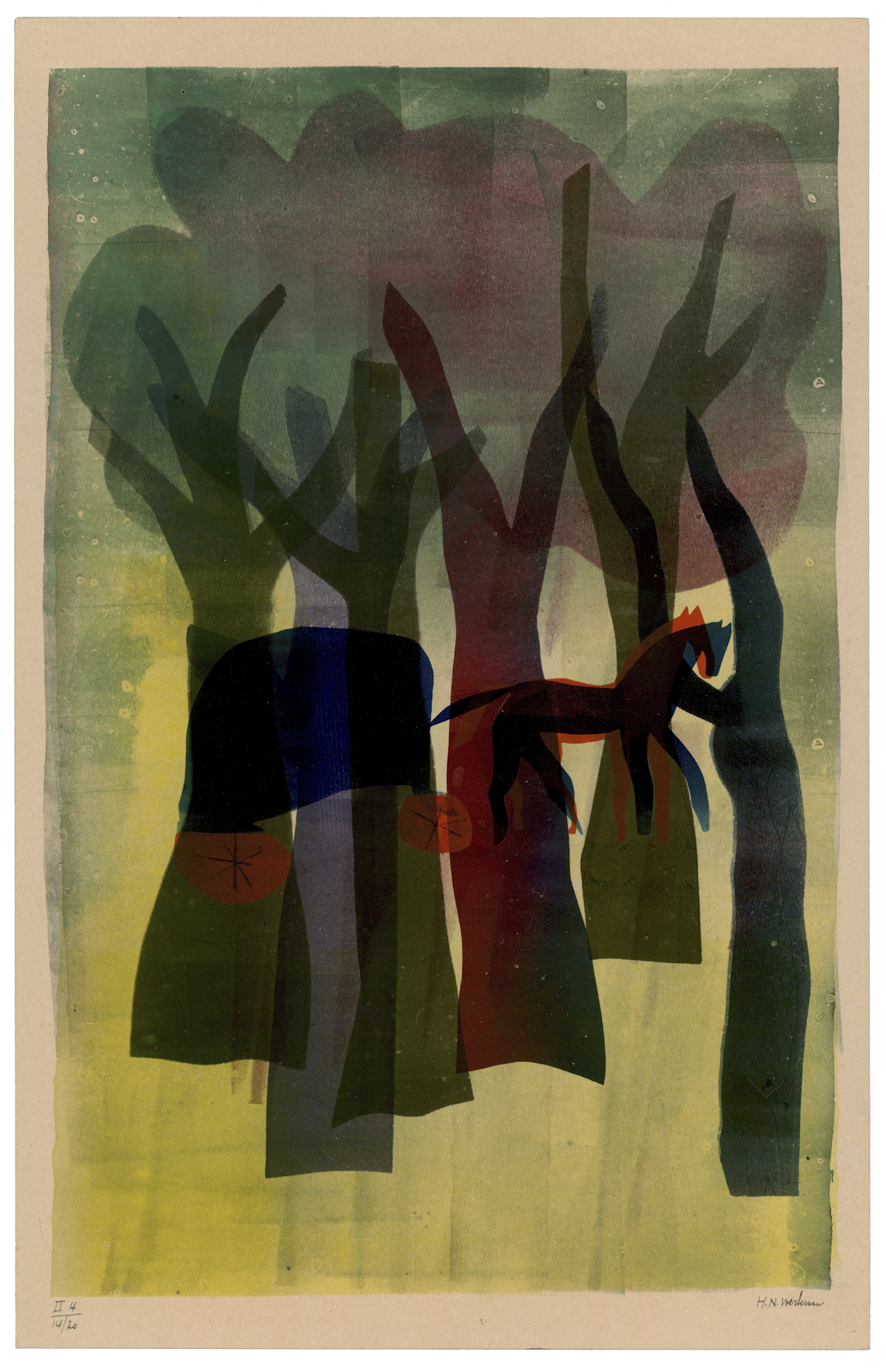
Chassidisiche legenden (1942)